# Herambapura, Koppa
Herambapura là một làng thuộc tehsil Koppa, huyện Chikmagalur, bang Karnataka, Ấn Độ.